# Processa crosnieri
Processa crosnieri is een garnalensoort uit de familie van de Processidae. De wetenschappelijke naam van de soort is voor het eerst geldig gepubliceerd in 1986 door Noël.